# Antoni Gryzina-Lasek
Antoni Piotr Gryzina-Lasek (ur. 10 czerwca 1892 w Tarnowie, zm. 19 stycznia 1941 Nowym Sączu) – polski lekarz, chemik, urzędnik, balneolog, major Wojska Polskiego, działacz Związku Podhalan, inicjator eksploatacji źródeł mineralnych w Szczawie.

## Życiorys
Antoni Lasek do 1894 roku mieszkał w Tarnowie. Po ukończeniu gimnazjum w Nowym Sączu studiował w latach 1911–1912 na Wydziale Lekarskim Uniwersytetu Jagiellońskiego. 
W czasie I wojny światowej służył jako lekarz I Brygady Legionów Polskich. Walczył w szeregach 2 szwadronu kawalerii. 10 lutego 1915 roku był ranny w lewą nogę i przebywał w szpitalu w Oświęcimiu. Został zdemobilizowany w stopniu majora. 
Zamieszkał w Warszawie, w latach 1920–1922 był członkiem ekipy sanitarnej zwalczającej epidemie chorób zakaźnych. W 1936 roku był pełniącym obowiązki kierownika Miejskich Zakładów Sanitarnych przy ulicy Spokojnej 15 w Warszawie.
Później, aż do wybuchu wojny był wyższym urzędnikiem Rady m.st. Warszawy.
W sierpniu 1926 roku wydał w Grodnie własnym nakładem książkę pt. Dezynsekcja cyjanowodorowa oraz wskazówki praktyczne do jej wykonania. W książce tej jej recenzent, prof. Roman Nitsch tytułuje Antoniego Gryzinę-Laska doktorem.

### Wody mineralne w Szczawie
W 1929 roku sprzedał swoją kamienicę w Warszawie i przeniósł się z rodziną do Szczawy. Kupił tam kilka działek: od Jana Farona, Wojciecha Madonia, Franciszka Opyda, Jana Chlipały, Michała Farona i Bartłomieja Mikołajczyka. Na jednej z nich rozpoczął budowę domu rodzinnego (dziś istnieją tylko porośnięte chwastami i mchem resztki murów tego domu). Na pozostałych działkach rozpoczął badania balneologiczne. Rozpoczął wiercenia tam, gdzie „owce najchętniej skubały trawę”. Próbki skał i wody wysyłał do analizy w Warszawie. Wyniki tych badań potwierdziły, że Szczawa jest bogata w źródła szczawy alkaliczno-słone, żelaziste i alkaliczno-siarkowe o dużym stężeniu.
Źródła szczawskie znane były już wcześniej, wspominał o nich w XV wieku Jan Długosz, badał je m.in. Baltazar Hacquet (w latach 1788–1795 dokonał klasyfikacji i opisu ich właściwości), w 1818 roku pisał o nich Stanisław Staszic.

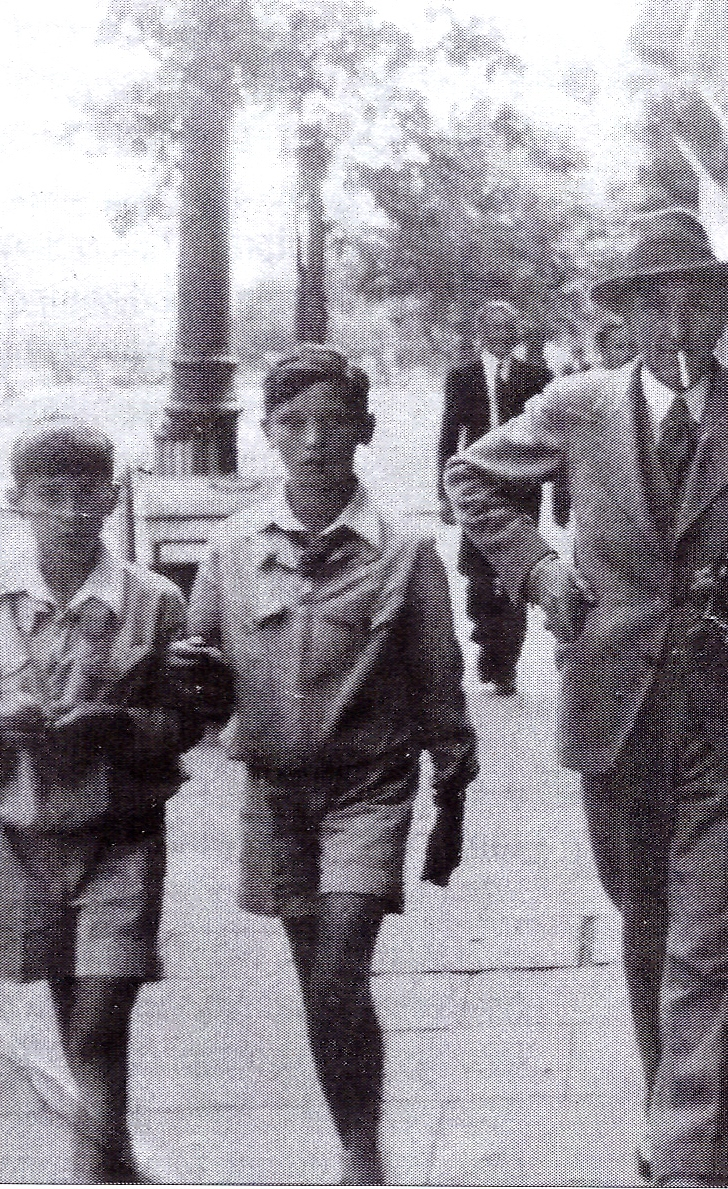
Antoni Gryzina-Lasek ze swoimi synami – Sławomirem i Lechem, około 1934 roku

Antoni Gryzina-Lasek wybudował szereg ujęć wody mineralnej:
- pierwsze wybudowane ujęcie (w 1932 roku) zostało nazwane „Hanna” od imienia żony Antoniego Gryziny-Laska
- drugie – „Dziedzilla” – od imienia córki (Zdzisława, Dzidzia), również w 1932 roku
- trzecie – „Krystyna”, na cześć drugiej córki (wybudowane w 1938 roku, tuż przy obecnej drodze z Mszany Dolnej do Zabrzeży)
- kolejne dwa zdroje powstały w dolinie Głębieńca: „Lech” od imienia syna i „Legun” – od potocznej nazwy legionisty Piłsudskiego.

We wsi istnieje jeszcze źródło „Szczawa I”.
Eksploatacja pierwszych źródeł rozpoczęła się w 1933 roku. W 1937 roku badania szczawskich wód przeprowadził Franciszek Ksawery Kmietowicz z Krynicy, potwierdzając ich wysokie walory balneologiczne.
W tej sytuacji Antoni Gryzina-Lasek wystąpił do Ministerstwa Opieki Społecznej z wnioskiem o uznanie Szczawy za zdrojowisko i utworzenie tu uzdrowiska na bazie niespotykanego gdzie indziej zdrowego mikroklimatu i wód leczniczych. W 1938 roku decyzją Ministra Przemysłu i Handlu został tu ustanowiony rejon ochrony górniczej. Dalsze ambitne plany przekształcenia Szczawy w uzdrowisko przekreślił wybuch II wojny światowej.
Antoni Gryzina-Lasek w 1937 roku wszedł w spółkę z warszawskimi firmami Drogistea (lub Drogista) i farmaceutyczną Karpiński i S-ka, w których miał drobny udział. W 1938 roku uruchomiono w Szczawie niewielką pijalnię i rozlewnię wód. Spółka Karpińskiego rozpoczęła butelkowanie i eksport wód szczawskich. (W 2010 roku otwarto w Szczawie pijanię wód mineralnych, w której dostępne są wody: „Hanna”, „Dziedzilla” i „Szczawa I”.)
Antoni Gryzina-Lasek postulował również zbudowanie drogi przez przełęcz Przysłop, łączącej Mszanę Dolną z Zabrzeżą przez Lubomierz, Szczawę i Kamienicę. Droga wojewódzka nr 968 została wybudowana po wojnie.
Lasek łączył pracę zawodową ze społeczną: aktywnie działał w Związku Podhalan i w Związku Ziem Górskich, w którym pełnił m.in. funkcję sekretarza Wydziału Wykonawczego.

### II wojna światowa
Po wybuchu wojny Antoni Gryzina-Lasek, używając pseudonimu „Doktor Świder”, stanął na czele Podokręgu Górskiego IV Okręgu Związku Czynu Zbrojnego w Nowym Sączu – pierwszej polskiej konspiracyjnej organizacji na tym terenie. Od komendanta Związku, Franciszka Znamirowskiego otrzymał polecenie zorganizowania Podokręgu Górskiego na terenie powiatów: nowosądeckiego, nowotarskiego, limanowskiego, gorlickiego, jasielskiego, krośnieńskiego i sanockiego. W ciągu kilku miesięcy stworzył strukturę, która w połowie 1940 roku liczyła około 300 osób. Siatka ta koncentrowała się na organizacji kanałów przerzutowych na Węgry. ZCZ miał swoje punkty organizacyjne również w Szczawie, m.in. punkt zaopatrzeniowy w domu Jana Sopaty. 
W sierpniu 1940 roku Lasek, wraz z całym Podokręgiem ZCZ podporządkował się na zasadzie autonomicznej Związkowi Walki Zbrojnej.
Na skutek nieostrożności jednego ze swoich zaufanych współpracowników Antoni Gryzina-Lasek został 18 stycznia 1941 roku aresztowany w Dobrej, gdzie spotykał się właśnie z łącznikiem Komendy Głównej ZCZ w Warszawie – Stanisławem Koziełł-Poklewskim. Po pierwszym przesłuchaniu, w czasie którego był torturowany na oczach również aresztowanej rodziny, popełnił samobójstwo, podcinając sobie tętnicę szkłem. W jednym z raportów Niemcy zapisali: Zatrzymany, który był przywódcą organizacji w Nowym Sączu, popełnił w więzieniu samobójstwo podcinając sobie tętnicę i napisał własną krwią na ścianie celi słowa: Niech żyje Polska!.

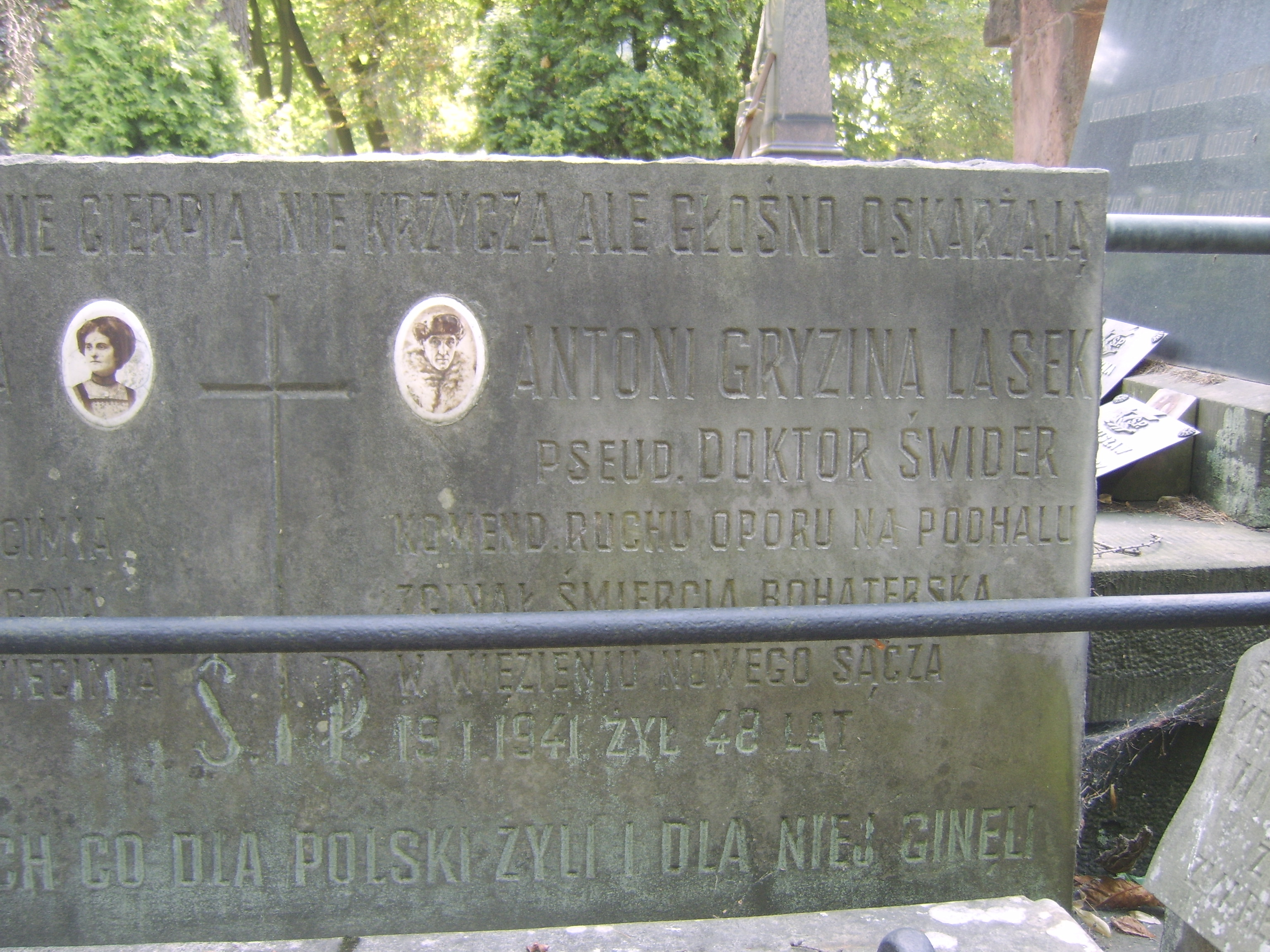
Nagrobek Antoniego Gryziny-Laska na Cmentarzu Powązkowskim w Warszawie

Został pochowany na cmentarzu komunalnym w Nowym Sączu. Jego symboliczny grób znajduje się na Cmentarzu Powązkowskim w Warszawie.
W dniu 20 czerwca 2022 roku, Rada Gminy Kamienica nadała imię Antoniego Gryziny-Laska placowi przy Pijalni Wód Mineralnych w Szczawie

## Ordery i odznaczenia
- Krzyż Srebrny Orderu Virtuti Militari (pośmiertnie, 19 marca 1942 roku, odebrany przez jego syna Sławomira w 2013 roku w Australii)[8]
- Medal Niepodległości (1930)[2]

## Życie rodzinne
Antoni Gryzina-Lasek był synem Józefa Laska, konduktora kolei państwowych i Felicji Antoniny z domu Leśniak. W 1921 roku ożenił się z Anną (Hanną) Szemplińską (1899–1987). Mieli czworo dzieci: Zdzisławę (Dzidzię, Dziedzillę), Lecha (1922–1998) Krystynę (1923–1975) i Sławomira (1926–2015).